# Shine a Light (album, Bryan Adams)
Shine a Light je čtrnácté studiové album kanadského rockového hudebníka Bryana Adamse. Vydáno bylo 1. března 2019 prostřednictvím společnosti Polydor Records. Na titulní písni, kterou Adams začal psát v létě 2018, když mu zemřel jeho otec, jako píseň o někom, kdo měl „skvělý život“, se jako skladatel podílel též anglický zpěvák Ed Sheeran. Skladba „That’s How Strong Our Love Is“ je pak duetem spolu s Jennifer Lopez.

## Seznam skladeb
| Pořadí         | Název                                                | Délka |
| -------------- | ---------------------------------------------------- | ----- |
| 1.             | Shine a Light                                        | 3:26  |
| 2.             | That’s How Strong Our Love Is (feat. Jennifer Lopez) | 3:32  |
| 3.             | Party Friday Night, Party Sunday Morning             | 3:13  |
| 4.             | Driving under the Influence of Love                  | 2:39  |
| 5.             | All or Nothing                                       | 2:59  |
| 6.             | No Time for Love                                     | 2:04  |
| 7.             | I Could Get Used to This                             | 1:49  |
| 8.             | Talk to Me                                           | 3:05  |
| 9.             | The Last Night on Earth                              | 3:07  |
| 10.            | Nobody’s Girl                                        | 2:44  |
| 11.            | Don’t Look Back                                      | 3:29  |
| 12.            | Whiskey in the Jar                                   | 3:46  |
| Celková délka: | Celková délka:                                       | 35:53 |

## Obsazení
- Bryan Adams – zpěv, kytara
- Keith Scott – kytara, doprovodný zpěv
- Norm Fisher – basová kytara, doprovodný zpěv
- Gary Breit – klávesy, doprovodný zpěv
- Mickey Curry – bicí, doprovodný zpěv

Hosté
- Jennifer Lopez – zpěv